# Тонконог
Тонконо́г, или Келе́рия (лат. Koeléria) — род многолетних трав с узколинейными листовыми пластинками, около 80 видов. Растёт во внетропических областях. Соцветие — колосовидная метёлка. Колоски 2—5-цветковые, сжаты с боков. Некоторые виды ценны как сенокосные и пастбищные растения. Кроме того, «тонконог» — народное название некоторых злаков, развивающих тонкие высокие стебли (полевица, овсяница, виды мятлика).

## Таксономия
- Koeleria altaica (Domin) Krylov — Тонконог алтайский
- Koeleria ×aschersoniana Domin
- Koeleria asiatica Domin — Тонконог азиатский, или Тонконог коленчатый
- Koeleria askoldensis Roshev. — Тонконог аскольдов
- Koeleria besseri Ujhelyi
- Koeleria biebersteinii M.G.Kalen.
- Koeleria boliviensis (Domin) A.M.Molina
- Koeleria brevis Steven — Тонконог короткий, или Тонконог Дегена
- Koeleria calderonii A.Molina
- Koeleria capensis Nees
- Koeleria carolii Emb.
- Koeleria caudata (Link) Steud.
- Koeleria cenisia Reut. ex E.Rev.
- Koeleria cheesemanii (Hack.) Petrie
- Koeleria crassipes Lange
- Koeleria delavignei Czern. ex Domin — Тонконог Делявиня, или Тонконог сомнительный
- Koeleria embergeri Quézel
- Koeleria eriostachya Pančić — Тонконог кавказский, или Тонконог Альбова, или Тонконог Фомина
- Koeleria fueguina C.E.Calderón ex Nicora
- Koeleria glauca (Spreng.) DC. — Тонконог сизый
- Koeleria heribaudii Ujhelyi
- Koeleria hirsuta Gaudich.
- Koeleria ×hungarica Domin
- Koeleria inaequaliglumis A.Molina
- Koeleria karavajevii Govor. — Тонконог Караваева
- Koeleria kurtzii Hack. ex Kurtz
- Koeleria litvinowii Domin — Тонконог Литвинова
- Koeleria lobata (M.Bieb.) Roem. & Schult. — Тонконог лопастный, или Тонконог блестящий, или Тонконог молдавский
- Koeleria luerssenii (Domin) Domin — Тонконог Люэрсена, или Тонконог одноцветковый
- Koeleria macrantha (Ledeb.) Schult. — Тонконог жёстколистный, или Тонконог сибирский, или Тонконог токийский
- Koeleria mendocinensis (Hauman) C.E.Calderón ex Nicora
- Koeleria micrathera (Desv.) Griseb.
- Koeleria ×mixta Domin
- Koeleria narbonnensis (Domin) Prain
- Koeleria nitidula Velen. — Тонконог лоснящийся
- Koeleria novozelandica Domin
- Koeleria permollis Steud.
- Koeleria pontarlieri (Domin) Prain
- Koeleria praeandina A.Molina
- Koeleria pubescens (Lam.) P.Beauv.
- Koeleria pyramidata (Lam.) P.Beauv. — Тонконог пирамидальный, или Тонконог большой, или Тонконог гребенчатый
- Koeleria rhodopea Ujhelyi
- Koeleria riguorum Edgar & Gibb
- Koeleria seminuda Gontsch. — Тонконог полуголый
- Koeleria skrjabinii Karav. & Tzvelev — Тонконог Скрябина
- Koeleria thonii Domin — Тонконог Тона
- Koeleria tzvelevii N.V.Vlassova
- Koeleria vallesiana (Honck.) Bertol. ex Schult.
- Koeleria ventanicola A.Molina
- Koeleria vurilochensis C.E.Calderón ex Nicora
- Koeleria ×wilczekiana Domin